# Rezerwat przyrody Jastkowice
Rezerwat przyrody Jastkowice – rezerwat przyrody znajdujący się na terenie gminy Pysznica w województwie podkarpackim. Leży w obrębie Parku Krajobrazowego Lasy Janowskie.
numer według rejestru wojewódzkiego – 14
powierzchnia według aktu powołującego – 45,68 ha
dokument powołujący – M.P. z 1959 r. nr 89, poz. 482
rodzaj rezerwatu – leśny
przedmiot ochrony (według aktu powołującego) – wielogatunkowy las mieszany stanowiący resztkę Puszczy Sandomierskiej.

## Położenie
Rezerwat Jastkowice znajduje się w północnej części gminy Pysznica. Został utworzony dla zachowania pozostałości dawnej Puszczy Sandomierskiej.

## Przyroda
Chroniony jest tutaj wielogatunkowy, naturalny las mieszany o charakterze pierwotnym. Rosną tu 200-letnie dęby, stare jodły i lipy, które do dziś odnawiają się w sposób naturalny. Z rzadkich roślin chronionych spotkać można wawrzynek wilczełyko, lilię złotogłów, groszek wschodniokarpacki, podkolan zielony, żywiec gruczołowaty i cebulkowy.

## Zwierzęta
Liczne dziuple zamieszkują sowy i nietoperze.